# Експорт (пиво)
Експорт (нім. Export), також відоме як Дортмундер (нім. Dortmunder) — розповсюджений у Німеччині сорт пива низового бродіння, що відрізняється від інших традиційних німецьких світлих лагерів (сортів пільзнер та геллес) підвищеною густиною (насиченістю) та дещо більшим вмістом алкоголю, зазвичай на рівні 5,5 %.
Сорт походить з Дортмунда, що обумовлює його альтернативну назву. Наразі випускається багатьма броварнями з інших регіонів країни, а також низкою іноземних виробників. На сучасному пивному ринку Німеччини на сорт «експорт» припадає до 10 % обсягів продажу.

## Характеристика
Оскільки сорт «експорт» виник у Німеччині як альтернатива пільзнеру і в асортименті багатьох сучасних німецьких броварень саме ці два сорти є основними різновидами світлого лагера, опис характеристик експорту зазвичай проводиться відносно відповідних характеристик пільзнера.
Пиво експорт має вміст алкоголю на рівні 4,8—6,0 %, що в середньому на 0,5—1,5 % вище ніж у пільзнерів. Підвищена міцність досягається за рахунок використання більшої кількості солоду на одиницю об'єму готового напою. Це також позначається на більшій у порівнянні з пільзнером густині (зазвичай 12—14 %) та більш насиченому солодовому смаку. Водночас для сорту експорт використовуються менш гіркі сорти хмелю, що обумовлює м'якішу, ніж у пільзнерів гіркоту.
Класичним експортам, звареним у Дортмунді, також притаманна сухість смаку, викликана відносно високою мінералізацією води, що використовується для їх виробництва.

## Історія
Своїм виникненням сорт «експорт» завдячує ініціативі дортмундських броварів XIX сторіччя, які в умовах стрімкого зростання популярності пільзнерів, що спостерігалася у 1870-х роках, вирішили об'єднати зусилля з метою збереження автентичності німецького пива, яке втрачало ринкові позиції на користь нового пивного сорту, що прийшов з Богемії. Створене таким чином Об'єднання дортмундських броварень (нім. Dortmunder Union Brauerei або DUB) почало випуск двох власних сортів світлого лагера, популярнішим з яких виявився сорт, який на сьогодні й відомий під назвою «експорт». Саму ж цю назву сорт отримав 1887 року, коли його почали активно вивозити на продаж за межі міста.
Довгий час експорту вдавалося конкурувати з пільзнером за прихильність німецьких споживачів пива, однак з часом його популярність знижувалася, досягнувши найменшого рівня у 1990-х. По цьому почалося поступове відновлення попиту на експорт у Німеччині і на 2008 рік його частка на ринку пива країни сягнула 9,8 %.
Пиво з подібними до класичного німецького експорту характеристиками та комерційними назвами, що включають слова «експорт» або «дортмундер», також виробляється у низці інших країн світу, насамперед європейських та північноамериканських.